# Charles Glover Barkla
Charles Glover Barkla (født 7. juni 1877 i Widnes, Lancashire, død 23. oktober 1944 i Edinburgh) var en engelsk fysiker. Han fik nobelprisen i fysik i 1917 for sin opdagelse af de karakteristiske røntgenstråler af grundstofferne.